# Vojtěch Nejedlý
Vojtěch Nejedlý (wym. [ˈvojcɛx ˈnɛjɛdliː]; ur. 17 kwietnia 1773 w Žebráku, zm. 7 grudnia 1844 tamże) – czeski ksiądz katolicki, poeta i prozaik.

## Życiorys
Urodził się w 1773 roku w Žebráku jako syn bogatego rzeźnika Jana Křtitela Nejedlego i Anny z Frydlów. Za radą miejscowego katechety Václava Lehody, Nejedlego posłano na studia. Mobilizowany i zachęcany przez profesora matematyki Stanislava Vydrę, ukończył praskie gimnazjum Pijarów, po czym trafił do seminarium duchownego. Ukończywszy teologię i uzyskawszy w 1797 roku święcenia kapłańskie, pracował w parafiach w Drahoňowym Újezdzie (2 lata), Pradze (4 lata w kościele św. Gawła), Pečicach (5 lat), na Velízie (6 lat), w Mirošovie (kolejne 13 lat). Podczas pobytu Nejedlego w Mirošovie wyremontowano kościół, plebanię oraz postawiono nową szkołę, w której duchowny nauczał. Ostatecznie w roku 1826 został dziekanem w rodzinnym Žebráku. Tak jak na Velízie, tak i tam, parafia stała się miejscem spotkań lokalnej społeczności i osób zaangażowanych w czeskie odrodzenie narodowe – literatów i członków Puchmajerowej grupy literackiej, do której z czasem przystąpił i Nejedlý.
Był starszym bratem pisarza i adwokata Jana Nejedlego.
Vojtěch Nejedlý zmarł w Žebráku i tam też został pochowany. Na domu braci Nejedlich znajduje się tablica pamiątkowa, inne pamiątki po braciach znajdują się w muzeum w Žebráku.

## Twórczość
Kontakt z literaturą rozpoczął od niemieckojęzycznych wierszy romantycznych. Później jednak, pod wpływem twórczości Daniela Adama z Veleslavína oraz Jana Ámosa Komenskiego, przeszedł na język czeski.
W przeciwieństwie do powszechnego wówczas w Czechach nurtu klasycyzującego, np. poezji wzorowanej na Anakreoncie z Teos, Nejedlego inspirowała historia rodzima. Po pisanym prozą opowiadaniu „Vojna svatá na východě” (Wojna święta na wschodzie, 1808) i dialogu „Rozmlouvání mezi Žižkou a Pelclem” (Rozmowa między Žižką i Pelclem, 1818) zaczął pisać utwory wierszowane, w tym obszerne epopeje: „Přemysl Otakar v Prusích” (Przemysł Ottokar w Prusach), „Karel čtvrtý” (Karol IV, 1835), „Vratislav” (Wratysław, 1836) i wreszcie „Svatý Václav” (Święty Wacław, 1837).
Klopstockowska Mesjada była widoczną inspiracją do napisania poematu „Poslední soud” („Sąd ostateczny”, 1837). Drobne utwory publikowane w almanachach i czasopismach w latach 1833–1835 nie spotkały się z szerszym uznaniem, jednak niektóre z wierszy zyskały pewną popularność. Przykładem może być „Lenka” czy „Ukolébavka” („Kołysanka”), która wraz z muzyką autorstwa Jakuba Jana Ryby trafiła do szerszej publiczności. Oprócz twórczości własnej przekładał też dzieła klasyków z języka włoskiego oraz wydawał własnym nakładem utwory innych poetów.
Zasłynął także jako kaznodzieja, a trzy tomy „Nedělní, sváteční a postní kázání” („Kazania niedzielne, świąteczne i postne”) stały się ważnym punktem w rozwoju czeskiej homiletyki.

### Lista utworów
- „Poslední soud” („Sąd ostateczny”, 1804) – obszerny poemat liryczny
- „Nedělní, sváteční a postní kázání” („Kazania niedzielne, świąteczne i postne”, 1806–1807) – zbiór kazań
- „Ladislav a dítky jeho” („Władysław i jego dziatki”, 1807)
- „Vojna svatá na východě” (Wojna święta na wschodzie, 1808) – opowiadanie
- „Rozmlouvání mezi Žižkou a Pelclem” („Rozmowa między Žižką i Pelclem”, 1818) – dialog prozatorski
- „Básně” („Wiersze”, 1833) – książkowe wydanie dwóch zbiorów wierszy
- „Přemysl Otakar v Prusích” („Przemysł Ottokar w Prusach”, 1833) – epos historyczny w dwudziestu pieśniach
- „Karel čtvrtý” („Karol IV”, 1835) – poemat historyczny w ośmiu pieśniach
- „Vratislav” („Wratysław”, 1836) – epos historyczny w siedemnastu pieśniach o Czechach na wojnie z Krzyżakami
- „Svatý Václav” („Święty Wacław”, 1837) – epos historyczny w ośmiu pieśniach
- „Bohyně” („Boginie”, 1910–pośmiertnie) – poemat w ośmiu pieśniach
- „Kvido, poslední král jeruzalémský” („Kwido, ostatni król jerozolimski”) – powiastka rycerska